# Міансерин
Міансерин (англ. Mianserin, лат. Mianserinum) — синтетичний лікарський засіб, що є похідним піперазино-азепінових сполук та належить до групи чотирициклічних антидепресантів, що застосовується перорально. Міансерин розроблений у лабораторії нідерландської компанії «Organon», та уперше запатентований у Нідерландах у 1967 році, клінічне застосування препарату розпочалось у 1979 році під торговими марками «Атиміл» і «Норвал».

## Фармакологічні властивості
Міансерин — лікарський засіб, що є похідним піперазино-азепінових сполук та належить до групи чотирициклічних антидепресантів. Механізм дії препарату відрізняється від механізму дії інших антидепресантів, та полягає у блокуванні серотонінових рецепторів 5-НТ2 HTR6, HTR2C, HTR7 і 5-НТ3, а також у блокуванні альфа-2-адренорецепторів та гістамінових H1-рецепторів. Міансерин практично не діє на м-холірецептори та не має холінолітичної активності, сприяє зворотньому захопленню норадреналіна в синапсах центральної нервової системи. Міансерин має як тимоаналептичну, так і помірну анксіолітичну та седативну дію. Застосовується міансерин при депресіях різної етіології, причому препарат може застосовуватися як при депресіях із явищами загальмованості, так і з явищами тривоги. Міансерин може застосовуватися у комбінації з селективними інгібіторами зворотного захоплення серотоніну, зокрема флувоксаміном, пароксетином і сертраліном. Проте за своєю ефективністю міансерин поступається трициклічним антидепресантам та мапротиліну.

### Фармакокінетика
Міансерин швидко й добре всмоктується після перорального застосування, проте біодоступність препарату становить лише 20 % у зв'язку із ефектом першого проходження препарату через печінку. Максимальна концентація міансерину в крові досягається протягом 2—4 годин після прийому препарату. Міансерин добре (на 96 %) зв'язується з білками плазми крові. Міансерин проникає через гематоенцефалічний бар'єр, через плацентарний бар'єр, та незначно виділяється в грудне молоко. Метаболізується препарат у печінці з утворенням спочатку активного, а пізніше неактивних метаболітів. Виводиться міансерин із організму у вигляді метаболітів переважно із сечею, частково із жовчю. Період напіввиведення препарату становить у середньому 32 години, при печінковій або нирковій недостатності цей час може збільшуватися.

## Покази до застосування
Міансерин застосовують при депресіях різної етіології.

## Побічна дія
При застосуванні міансерину спостерігається рівнозначна кількість побічних ефектів у порівнянні з іншими антидепресантами, зокрема циталопрамом, міртазапіном і моклобемідом. Найчастішими побічними явищами при застосуванні препарату є сонливість, загальмованість, судоми, збільшення маси тіла, артеріальна гіпотензія. Іншими побічними ефектами препарату є:
- Алергічні реакції — шкірний висип, еритема шкіри, грипоподібний синдром, набряк суглобів.
- З боку травної системи — сухість у роті, запор, жовтяниця, гепатит, стоматит.
- З боку нервової системи — підвищена стомлюваність, загальна слабкість, гіпоманія, порушення акомодації, злоякісний нейролептичний синдром.
- З боку серцево-судинної системи — брадикардія, подовження інтервалу QT, шлуночкова тахікардія.
- З боку ендокринної системи — гінекомастія.
- Зміни в лабораторних аналізах — лейкопенія, агранулоцитоз, гранулоцитопенія, апластична анемія, підвищення активності ферментів печінки.

## Протипокази
Міансерин протипоказаний при підвищеній чутливості до препарату, одночасному лікуванні інгібіторами моноамінооксидази, важкій печінковій або нирковій недостатності, вагітності та годуванні грудьми, у віці менш ніж 18 років, у гострому періоді інфаркту міокарду.

## Форми випуску
Міансерин випускається у вигляді таблеток по 0,01; 0,03 і 0,06 г.